# SN 2007at
SN 2007at – supernowa typu Ia odkryta 18 marca 2007 roku w galaktyce E580-G44. W momencie odkrycia miała maksymalną jasność 17,70m.